# Joachim Mazur
Joachim Mazur (ur. 13 września 1939 w Białej, zm. 8 czerwca 2018) – polski polityk, radny powiatu prudnickiego w latach 1998–2014 i wicestarosta prudnicki w latach 1999–2006.

## Życiorys
W 1963 ukończył studia na Politechnice Sczecińskiej uzyskując tytuł magistra inżyniera elektryka. W latach 1964–1992 pracował w Zakładach Przemysłu Bawełnianego „Frotex” w Prudniku. Następnie do 1998 pracował w Spółdzielni „Pionier”, w której był prezesem. W wyborach samorządowych w 1998 został wybrany na radnego powiatu prudnickiego z ramienia Komitetu Wyborczego Mniejszości Niemieckiej. Funkcję radnego pełnił do 2014. Od 1999 do 2006 był wicestarostą prudnickim.